# Tim Walz

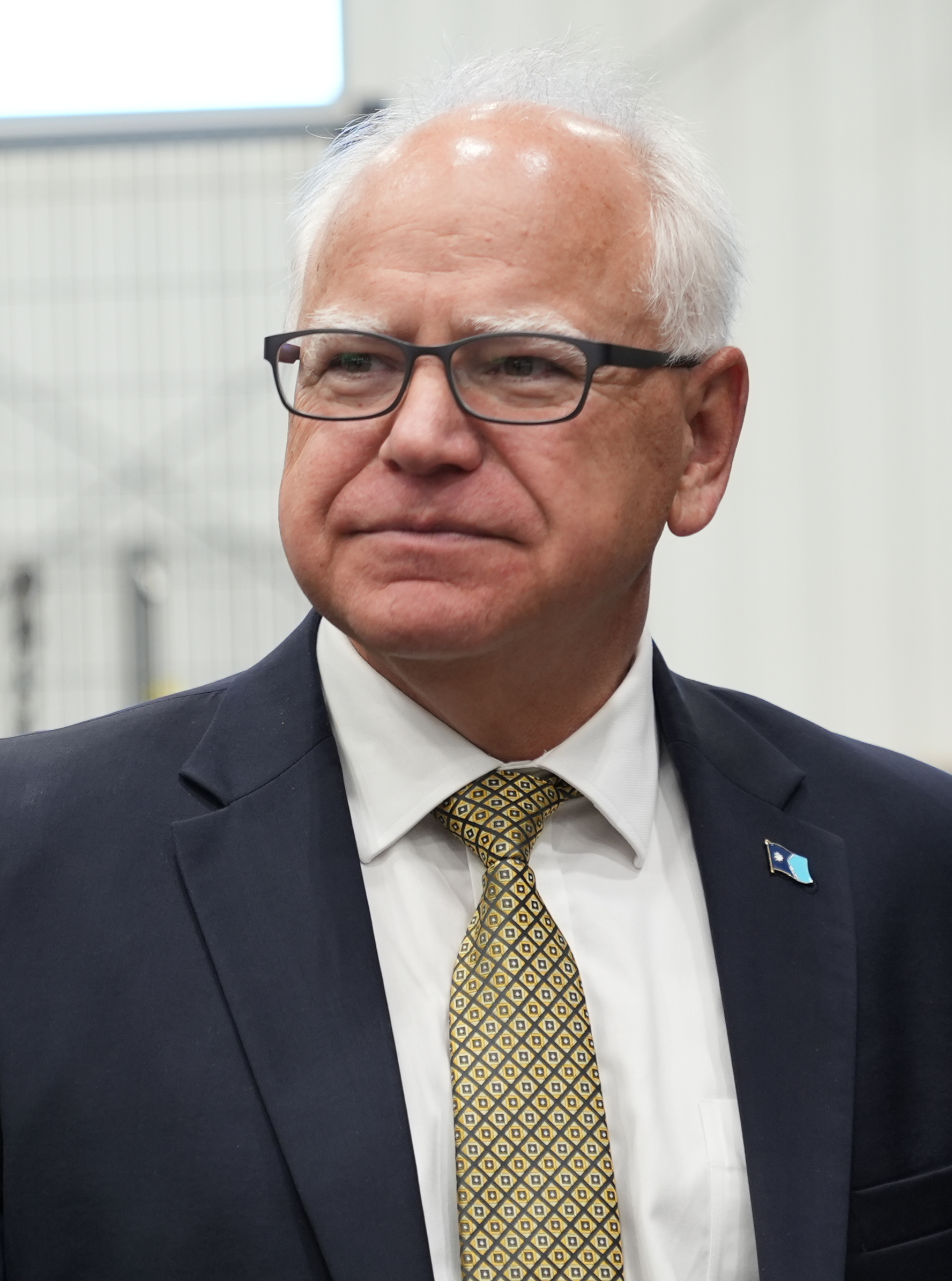
Tim Walz (2024)

Timothy James „Tim“ Walz [wɔːlz] (* 6. April 1964 in West Point, Nebraska) ist ein US-amerikanischer Politiker der Minnesota Democratic-Farmer-Labor Party. Von 2007 bis 2019 gehörte er dem US-Repräsentantenhaus als demokratischer Abgeordneter für den 1. Kongresswahlbezirk des Bundesstaats Minnesota an. Seit Januar 2019 ist er Gouverneur von Minnesota. Er war der Kandidat für das Amt des Vizepräsidenten von Kamala Harris bei der US-Präsidentschaftswahl 2024.

## Familie
Walz wurde 1964 in West Point als Sohn der Hausfrau Darlene Rose Reiman und des Lehrers James F. Walz (1929–1984) geboren. Seine Eltern hatten 1955 geheiratet, er wuchs mit drei Geschwistern im ländlichen Valentine in Nebraska auf. Walz’ Eltern waren Katholiken, er gehört der evangelisch-lutherischen Kirche an.
Die Familie Walz hat Wurzeln in Deutschland; einer seiner Ururgroßväter, Sebastian Walz, wanderte 1867 vom badischen Kuppenheim in die Vereinigten Staaten aus. Eine seiner Großmütter war schwedischer Herkunft.
1994 heiratete er die Lehrerin Gwen Whipple (* 1966). Sie haben eine Tochter (* 2001) und einen Sohn (* 2006) und leben seit 2019 in Saint Paul.

## Zeit bei der Nationalgarde

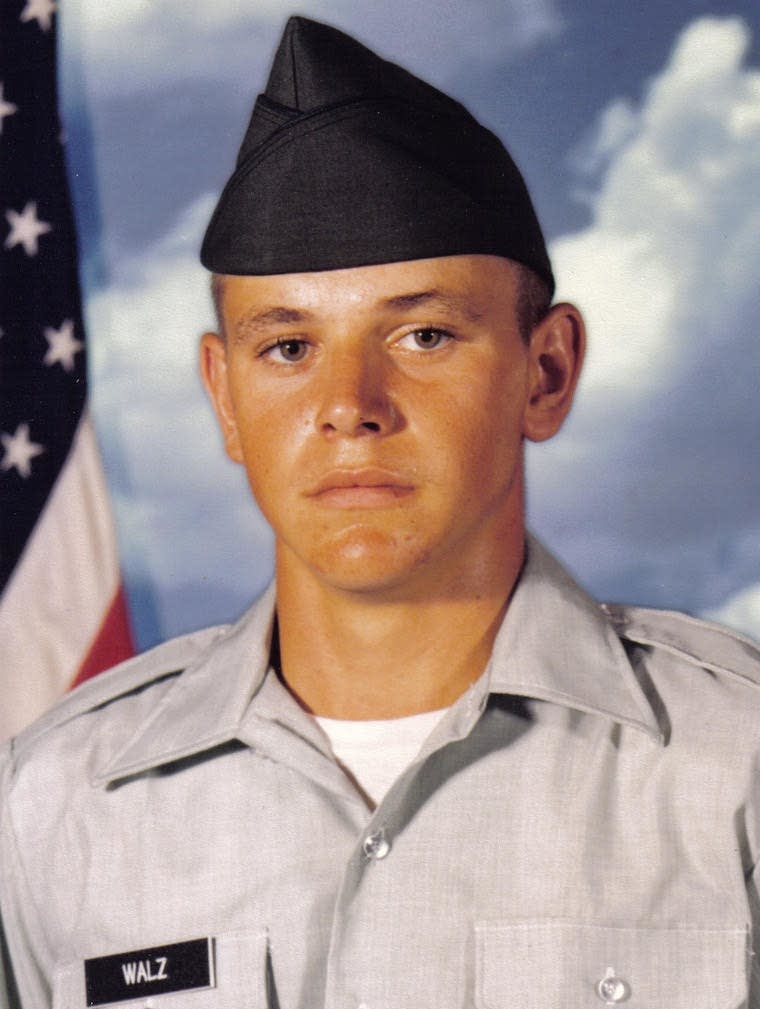
Tim Walz während der Grundausbildung bei der Nationalgarde (1981)

Einen Tag nach seinem 17. Geburtstag trat Walz der Nationalgarde in Nebraska bei, motiviert durch den Einsatz seines Vaters, eines Veteranen des Koreakriegs. Nach seinem Umzug nach Minnesota wechselte er zu einer Feldartillerie-Einheit der Nationalgarde in Minnesota. In einem Interview im Jahr 2005 berichtete er Minnesota Public Radio, dass er im Dienst bei der Artillerie einen Hörverlust erlitten hatte und sich einer Operation unterziehen musste, um sein Gehör wiederherzustellen.
Walz wurde bei Naturkatastrophen in Nebraska und Minnesota eingesetzt. Er erhielt mehrere Auszeichnungen, so wurde er 1989 zum Nebraska-Bürgersoldaten des Jahres ernannt und bekam unter anderem eine Army Commendation Medal und zwei Army Achievement Medals. 2003 war seine Einheit im italienischen Vicenza zur Unterstützung der aktiven Streitkräfte der Operation Enduring Freedom stationiert.
Er diente 24 Jahre lang, zuletzt in einer Dienststellung als Command Sergeant Major (E-9, NATO-Rangcode OR-9 = Oberstabsfeldwebel) der Artillerie, was ihn 2007 zum damals höchstrangigen pensionierten Unteroffizier machte, der jemals im Repräsentantenhaus saß. Obwohl Walz Anfang 2004 zum Command Sergeant Major befördert wurde und in dieser Dienststellung bis zu seiner Pensionierung im Mai 2005 diente, galt seine Pensionsberechtigung nur für den einen Dienstgrad niedrigeren Rang eines Master Sergeant (E-8, NATO-Rangcode OR-8 = Stabsfeldwebel), da er die dafür erforderlichen Lehrgänge an der U.S. Army Sergeants Major Academy nicht absolviert hatte. Am 14. Juli 2005, knapp zwei Monate nachdem Walz die Nationalgarde verlassen hatte und gut fünf Monate, nachdem er bei der Federal Election Commission die erforderlichen Unterlagen für eine Kandidatur für den Kongress eingereicht hatte, erhielt seine Brigade den Mobilisierungsbefehl für einen Einsatz im Irak und wurde im Frühjahr 2006 dorthin verlegt. Bereits im März 2005 hatte er zu seiner Kongresskandidatur in einer Pressemeldung erklärt, dass er trotz eines eventuellen Irak-Einsatzes an der Kandidatur festhalten werde.
Gegner kritisieren Walz für den Gebrauch des höheren Dienstgrads in der Öffentlichkeit, dafür, dass er das Militär vor dem Irakeinsatz seiner Einheit verlassen hat, und für die Behauptung, Kriegswaffen im Krieg getragen zu haben („weapons of war that I carried in war“), was ein Sprecher der Harris-Walz-Wahlkampfkampagne im August 2024 als „Versprecher“ bezeichnete, nachdem die republikanische Kampagne Walz dafür angegangen hatte. In seiner Rede nach dem Schulmassaker von Parkland hatte er 2018 strengere Waffenkontrollgesetze gefordert, um den Zugang zu kriegstauglichen Waffen für Zivilisten zu erschweren.

## Ausbildung und Beruf
Neben seinem Dienst bei der Nationalgarde arbeitete Walz kurzfristig in verschiedenen Bereichen, bis ihn ein wieder kurzfristiger Lehrauftrag im Indianerreservat Pine Ridge Reservation in South Dakota überzeugte, Lehrer zu werden. Nach dem Abschluss seines Studiums zum Lehrer am Chadron State College in Nebraska im Jahre 1989 bot ihm die von Harvard-Professoren und -Studenten gegründete Organisation WorldTeach die Möglichkeit an, im Rahmen eines Bildungsprogrammes in der Volksrepublik China zu unterrichten. Er lernte Mandarin und unterrichtete ein Jahr in Guangdong, bis er 1990 in die USA zurückkehrte.
Bis 1996 arbeitete er als Lehrer in der Kleinstadt Alliance in Nebraska, wo er auch seine spätere Frau kennenlernte. Danach zogen sie nach Mankato in Minnesota, wo Walz an der Highschool Lehrer für Gemeinschaftskunde und Defensive Coordinator des Footballteams war. 1999 gewann das bis dahin eher schlechte Team erstmals die Staatsmeisterschaft von Minnesota.

## Politische Laufbahn

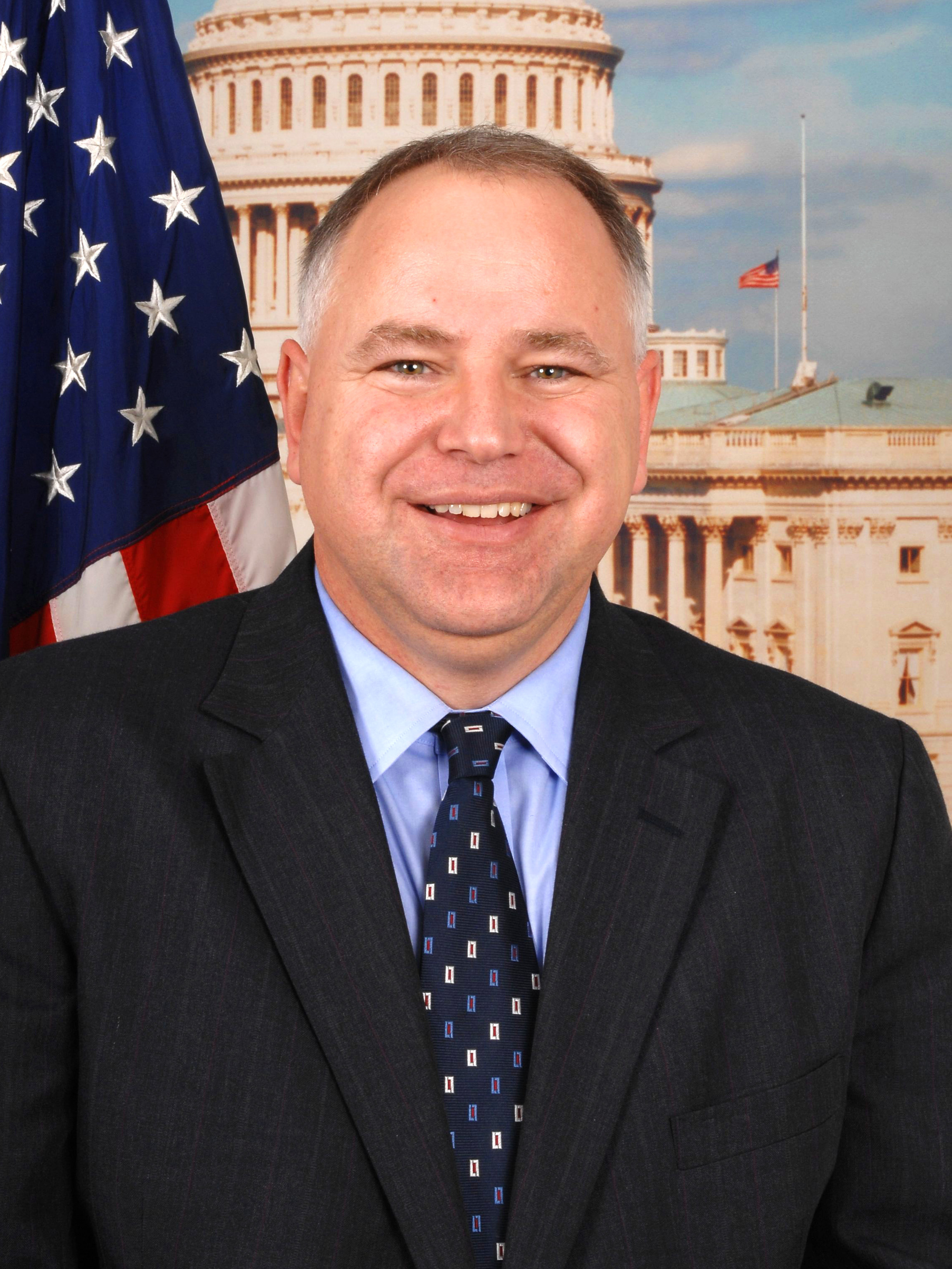
Kongressmitglied Walz, nach der Wahl im Jahr 2006

### Kongressabgeordneter
Bei der Wahl 2006 setzte sich Walz im 1. Kongresswahlbezirk Minnesotas, der den ländlichen Süden des Bundesstaates umfasst, mit 53 Prozent der Stimmen gegen den republikanischen Mandatsträger Gil Gutknecht durch. Walz trat sein Mandat im Repräsentantenhaus der Vereinigten Staaten am 3. Januar 2007 an und wurde bis einschließlich 2016 stets wiedergewählt.
Er gab im März 2017 bekannt, sich bei der Wahl 2018 nicht der Wiederwahl zu stellen, sondern bei der Gouverneurswahl im November 2018 in Minnesota für die Demokraten anzutreten.

### Gouverneur

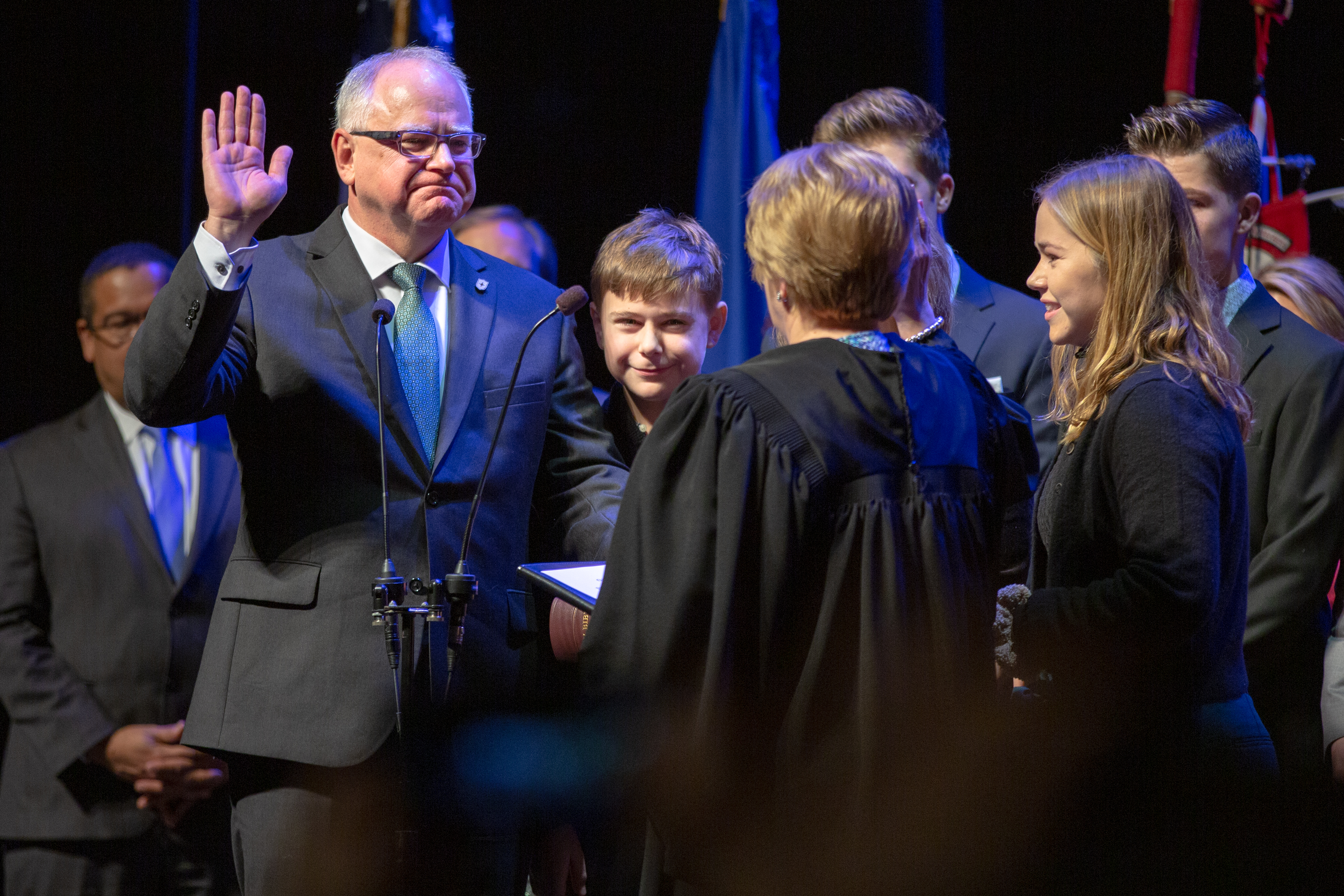
Tim Walz bei seiner Vereidigung als 41. Gouverneur von Minnesota im Kreise seiner Familie, 2019

Walz setzte sich in der Vorwahl der Demokraten für den Gouverneursposten Minnesotas am 21. August 2018 mit 41 % gegen vier Mitbewerber durch. Bei der Hauptwahl im November 2018 trat er gegen den Republikaner Jeff Johnson an, der 2014 bereits als Gouverneur kandidiert und in der Vorwahl den früheren Amtsinhaber Tim Pawlenty geschlagen hatte. Als sein Running Mate als Kandidatin für das Amt der Vizegouverneurin wählte er die Abgeordnete Peggy Flanagan. Bei der Wahl um die Nachfolge Mark Daytons am 6. November 2018 setzte er sich erwartungsgemäß mit 53,8 % der Stimmen durch, während sich 42,4 % der Wähler für Johnson aussprachen. Sein Vorsprung war der größte bei einer Gouverneurswahl in Minnesota seit 1994 sowie der höchste Sieg für die Demokraten seit 1986. Walz wurde am 7. Januar 2019 als Gouverneur vereidigt.
Nach teilweise gewaltsamen Protesten wegen des Todes des Afroamerikaners George Floyd bei einem brutalen Polizeieinsatz in Minneapolis mobilisierte Walz Ende Mai 2020 die Nationalgarde. Bei den Gouverneurswahlen 2022 konnte sich Walz erneut durchsetzen. Er erhielt 52,3 % der Stimmen, während Scott Jensen von den Republikanern 44,6 % bekam.

### US-Präsidentschaftswahl 2024

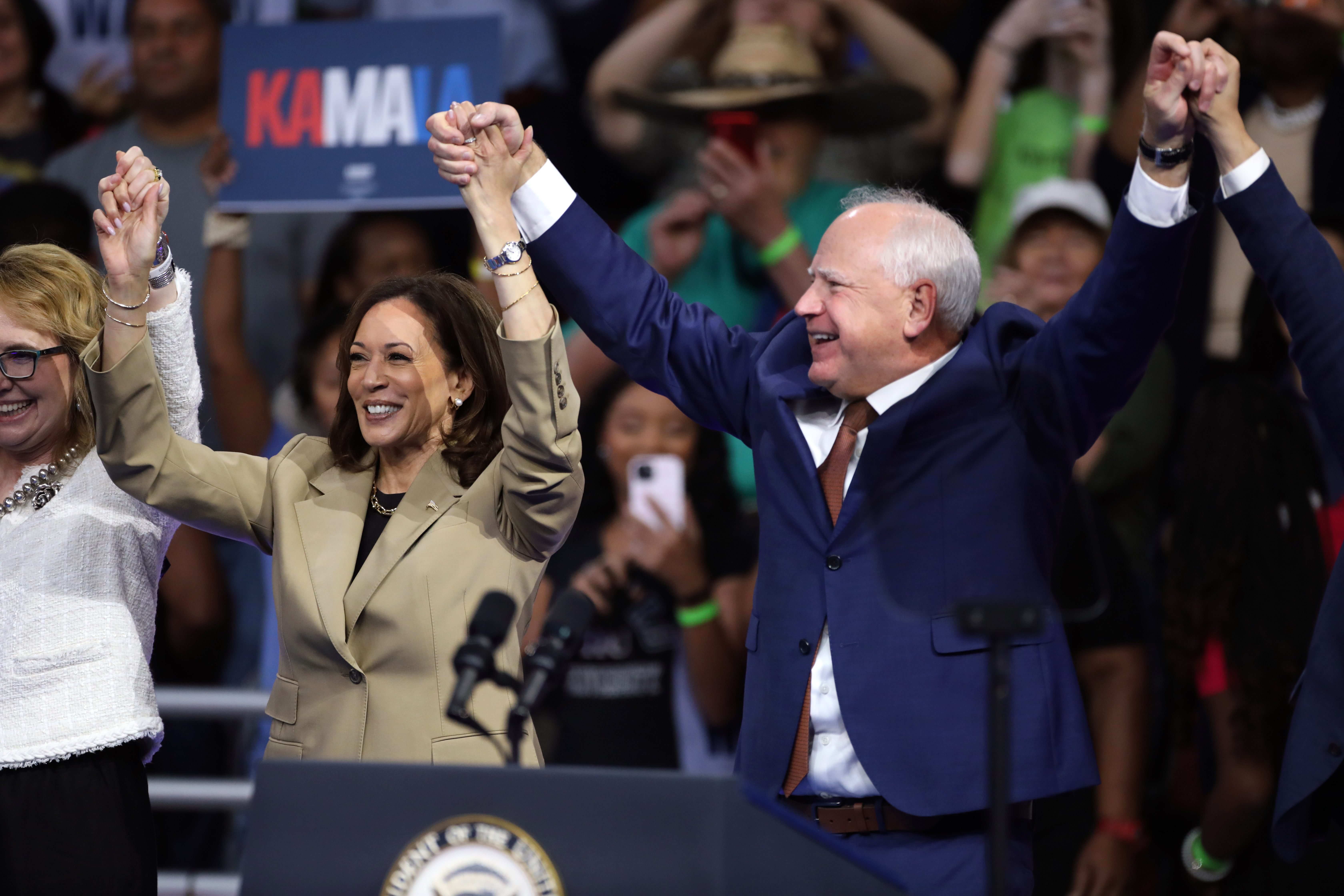
Walz als Running Mate von Vizepräsidentin Kamala Harris bei einer Wahlkampfveranstaltung, 2024

Am 6. August 2024 ernannte ihn die demokratische Präsidentschaftskandidatin Kamala Harris zu ihrem Kandidaten für das Vizepräsidentenamt. Walz hatte schon vor seiner Ernennung Aufsehen erregt, weil er Donald Trump und dessen Running Mate JD Vance als „weird“ (etwa „seltsam“, „schräg“) bezeichnet hatte. Der Ausdruck wurde schnell von anderen Demokraten zu Wahlkampfzwecken aufgegriffen.
Die New York Times berichtete, dass Walz’ unerwarteter Aufstieg in der landesweiten Politik kein Zufall gewesen sei, sondern das Ergebnis der Strategie eines geschickten Politikers und seines Teams, die darauf zielte, ihn als „Minnesota Nice“ und „Minnesota Miracle“ zu profilieren, also als den durch und durch freundlichen und nachbarschaftlichen Midwesterner, der trotz nur einer Stimme Mehrheit in der Legislative eine progressive und populäre Agenda verfolgen konnte.
Am 21. August 2024 nahm Walz auf dem demokratischen Nominierungsparteitag die Wahl zum Vizepräsidentschaftskandidaten an.